# メルヴァン・バール
メルヴァン・ミシェル・マクサンス・バール（フランス語: Melvin Michel Maxance Bard、2002年11月6日 - ）は、フランスのサッカー選手。ポジションはFW。

## クラブ歴
オリンピック・リヨンの下部組織出身で、2019年8月13日にリヨンとプロ契約を締結した。同年12月6日にリーグ・アンで初出場を記録した。
2021年7月31日にOGCニースに完全移籍した。

## 代表歴
年代別代表では2017 FIFA U-17ワールドカップ、UEFA U-19欧州選手権2019、東京オリンピックに参加した。